# Абу-ль-Фадль Балами
Абуль-Фадль Мухаммад ибн Убайдаллах Балами (перс. ابوالفضل محمد بن عبیدالله بلعمی‎) (? — 14 ноября 940) — государственный деятель эпохи Саманидов, отец Абу Али Балами.
Ошибочно назван ас-Сам‘ани визирем Исмаила Самани. В исторических известиях о Саманидах он упоминается в качестве визиря лишь при Насре ибн Ахмаде (914—943). Видимо, он был преемником первого министра этого государя, Абу Абдаллаха Джайхани. В каком году Бал’ами вступил на свой пост, не говорится. По словам Ибн аль-Асира, ещё Джайхани добился освобождения разбитого в августе — сентябре 918 года и вскоре после того взятого в плен мятежника Хусейна ибн Али. Напротив, Са'алиби приводит стихотворение этого Хусейна, в котором поэт благодарит за своё освобождение визиря Бал’ами. В 937—938 г. Бал’ами был смещён со своего поста и умер, по Сам’ани, 14 ноября 940 года.
Низам аль-Мульк среди известных, служащих примером восточных министров называет и «семью Балами» (Бал’амиян). Славу выдающегося министра заслужил, по-видимому, главным образом старший Бал’ами, который, так же как и его предшественник Джайхани и его государь Наср ибн Ахмад, считался представителем лучшей эпохи правления Саманидов. Сам’ани восхваляет его как просвещённого покровителя учёных и поэтов. Он особенно высоко ставил поэта Рудаки и предпочитал его всем остальным арабским и персидским поэтам. Истахри упоминает его постройки в Мерве и Бухаре, причём называет его «прославленным шейхом» (аш-шайх аль-джалил). Память о нём сохранялась в Бухаре ещё долгое время; его потомки жили в этом городе ещё во время Сам’ани (около 1155 года). Вероятно, и название ворот «Шейх Джелаль» в Бухаре восходит к этому визирю.